# Eucera bakeri
Eucera bakeri är en biart som först beskrevs av Timberlake 1973.  Eucera bakeri ingår i släktet långhornsbin, och familjen långtungebin. Inga underarter finns listade i Catalogue of Life.